# Blood Duster
I Blood Duster sono stati una band di metal estremo, e precisamente di genere grindcore, originari di Melbourne, Australia.
Il loro nome deriva da una canzone di John Zorn.

## Storia
Si sono formati nel 1991, per iniziativa del bassista Jason Fuller, del chitarrista e cantante Anthony Barry e del batterista Andrew Brown. Incisero il primo demo lo stesso anno, con l'aiuto di Scott Harper; il demo uscì' su cassetta, ed è stato successivamente riedito, nel 2004, dall'etichetta ceca Bizarre Leprous. Questa prima formazione non suonò mai dal vivo, perché presto Barry fu cacciato dal gruppo e sostituito da Troy Darlington, che però restò solo per un breve periodo. Con questa seconda formazione la band suonò in un hotel, di fronte a 300 persone. In seguito furono reclutati Tony Forde, che proveniva da una band chiamata Entasis,  Brad Johnston, dagli Hecatomb, e il batterista Shane Rout. Nel 1993 incisero Fisting the Dead. In seguito Rout e Johnston se ne andarono, e formarono la black metal band Abyssic Hate.
Nel 1995 incisero Yeest ed andarono in tour con i Brutal Truth. Nel 2003 realizzarono il loro disco eponimo, che include tra gli ospiti Dave Evans, Jay Dunne e la band The Spazzys. Nel 2005 sono andati in tour in Europa e Giappone. Nel 2017, il gruppo annunciò lo scioglimento, suonando il loro concerto il 9 dicembre.

## Formazione attuale
- Jason Fuller: basso
- Tony Forde: voce
- Matt Collins: chitarra
- Scott Pritchard: chitarra
- Dave Haley: batteria

## Discografia
Album in studio
- 1998 - Str8 Outta Northcote
- 2001 - Cunt
- 2003 - Blood Duster
- 2007 - Lyden nå
- 2012 - Kvlt

Live
- 2006 - Kill Kill Kill

EP
- 1996 - Yeest